# Escut de les Maldives
L'escut de les Maldives, més aviat un emblema que no pas un escut heràldic, fou adoptat el 1990 en substitució de l'antic disseny usat des del 1940, durant l'època del protectorat britànic.

## Descripció
Consisteix en un creixent i una estrella d'or ressaltant damunt una palma cocotera de sinople i dues banderes de les Maldives a banda i banda, sobre una cinta amb el lema الدولة المحلديبية (Ad-Dawlat al-Mahaldibiyat, 'Estat de les Mil Illes') escrit en àrab.
La palmera ha estat, tradicionalment, el principal mitjà de subsistència de l'arxipèlag; la mitja lluna i l'estel són símbols de la fe islàmica.

## Escuts històrics

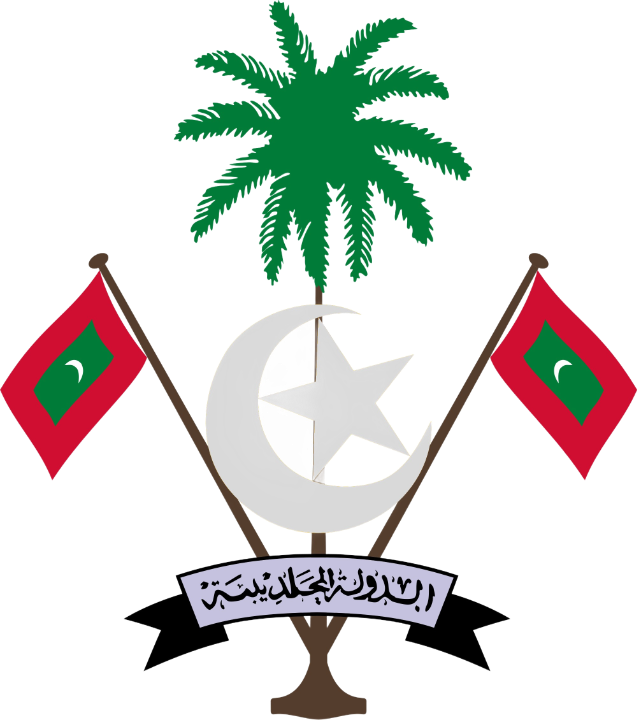
Escut originari (1940-1990)

Originàriament, el símbol central de la lluna i l'estrella era d'argent i fou modificat a la versió actual en or el 1990.